# Raionul Volnovaha, Donețk
Volnovaha (în ucraineană Волноваський район, transliterat: Volnovaskîi raion) este un raion în regiunea Donețk, Ucraina. Are reședința la Volnovaha.
Are o suprafață de 4.449,1 km². Populația este de 146.000 locuitori, determinată în 2020.